# Douvres-la-Délivrande
Douvres-la-Délivrande je naselje in občina v severozahodnem francoskem departmaju Calvados regije Spodnje Normandije. Leta 2006 je naselje imelo 4.877 prebivalcev.

## Geografija
Kraj se nahaja v pokrajini Normandiji 13 km severno od središča regije Caena.

## Uprava
Douvres-la-Délivrande je sedež istoimenskega kantona, v katerega so poleg njegove vključene še občine Bernières-sur-Mer, Cresserons, Hermanville-sur-Mer, Langrune-sur-Mer, Lion-sur-Mer, Luc-sur-Mer, Mathieu, Plumetot in Saint-Aubin-sur-Mer z 22.641 prebivalci.
Kanton Douvres-la-Délivrande je sestavni del okrožja Caen.

## Zanimivosti
- neogotska bazilika Notre-Dame de la Délivrande iz druge polovice 19. stoletja, od 1975 francoski zgodovinski spomenik,
- ozemlje s poslopji baronstva Douvres-la-Délivrande nekdanje škofije Bayeux, iz 11. stoletja,
- radarska postaja iz obdobja druge svetovne vojne, del nemškega obrambnega sistema, imenovanega Atlantski zid, danes muzej,
- vojaško pokopališče iz obdobja druge svetovne vojne

## Pobratena mesta
- Axminster (Anglija, Združeno kraljestvo),
- Oerlenbach (Bavarska, Nemčija).